# ペー語
ペー語（ペーご、白語、拼音: Báiyǔ パイユイ）は中国雲南省に住むペー族の言語。ペー語ではBaip ngvp zix（ペーンーツー）というが、この語はペー族をも意味する。話者は約124万人。声調言語であり、音声的特徴からはシナ・チベット語族チベット・ビルマ語派に属すと考えられるが、漢語と同じSVO型（主語、動詞、目的語）の基本語順を持つ点が異なる。また、漢語との語彙の共通率の高さから、漢語と同じシナ語派に入れる説もある。

## 言語系統
語彙的、音声的特徴がチベット・ビルマ語派の彝語と近い。ペー族の言語学者徐琳や趙衍蓀はペー語の母音に緊張音と弛緩音の対立現象があること、複合母音が少ないこと、閉音節（語尾の子音）が無いなどの音声的特徴が彝語と同じで、基本語彙に彝語と共通の語源を持つ語が少なくないことから彝語と同じグループに分けている。しかし、鄭張尚芳は、基本語彙に漢語と共通するものが多く、上古漢語の発音に合うことなどを理由に、漢語と同じ語派を構成するとし、「漢・ペー語派」と名付けている。ペー族にも、張海秋などのように漢語派に属す言語と考える者がいる。また、アメリカの言語学者ジェームズ・マティソフはロロ・ビルマ語派に近いと指摘している。いずれも、ペー語に大量の漢語語彙が使われているという現象をどう捕らえるかが論拠となっている。
ペー語の基本語順はSVO型であり、漢語と同じである。他のチベット・ビルマ語派の言語は、タイのカレン語がタイ語の影響を受けてSVO型に変わっている以外、SOV型であり、ペー語とは異なる。しかし、これはペー語が漢語の影響を長期間受けた結果であると考えられ、現在も急速に漢語の語彙が増えている状況にある。また、否定副詞を動詞の前に置くか、後に置くかも方言によって異なっている。このような状況では、印欧語のような基本語彙による言語系統の判定も、語順による判定も、ペー語に関しては、ただちに適用できないと考えられる。

## 方言
ペー語の方言は、次の3つに分けられる。
- 南部方言（大理方言。SILコード bfs）
- 中部方言（剣川方言。SILコード bca）
- 北部方言（碧江方言。SILコード bfc）

上から順に話者が多く、かつ漢語の借用語が多い。 3つの方言間での意思疎通は難しいが、南部方言と中部方言の間ではある程度の意思疎通が可能である。
北部の碧江方言には、5つの破裂音（両唇破裂音、歯茎破裂音、反り舌破裂音、歯茎硬口蓋破裂音、軟口蓋破裂音）があり、それぞれ無声有気、無声無気、有声有気に分かれ、鼻母音と口腔母音の区別があるなど、豊富な音節を残しているが、声調は6種しかない。
中部方言の音節がもっとも単純で、有声破裂音、軟口蓋音、反り舌音もない。代わりに鼻母音があり、声調は南部方言と同じく8種である。中部方言には有気歯茎破裂音（t）の変種として、両唇震え音（ʙ）が見られる。

### 下位分類
- 南部方言
  - 大理方言 Dali (bfs-dal)
  - 祥雲方言 Xiangyun (bfs-xia)
- 中部方言
  - 蘭坪方言 Lanping (bca-lan)
  - 洱源方言 Eryuan (bca-ery)
  - 剣川方言 Jianchuan (bca-jia)
  - 鶴慶方言 Heqing (bca-heq)
  - 雲龍方言 Yunlong (bca-yun)
- 北部方言
  - 怒江方言 Nujiang (bfc-nuj)
  - 蘭坪方言 Lanping (bfc-lan)

## 音韻
| 文字 | IPA   | 備考           |
| ---- | ----- | -------------- |
| b    | [p]   |                |
| p    | [pʰ]  |                |
| m    | [m]   | 変音 [ɱ]       |
| f    | [f]   |                |
| v    | [v]   |                |
| d    | [t]   |                |
| t    | [tʰ]  | 変音 [ʙ]       |
| n    | [n]   | 変音 [ɱ]       |
| l    | [l]   |                |
| g    | [k]   |                |
| k    | [kʰ]  |                |
| ng   | [ŋ]   | 変音 [ɱ]       |
| h    | [x]   |                |
| hh   | [ɣ]   |                |
| j    | [tɕ]  |                |
| q    | [tɕʰ] |                |
| ni   | [ɳ]   |                |
| x    | [ɕ]   |                |
| y    | [j]   |                |
| z    | [ts]  |                |
| c    | [tsʰ] |                |
| s    | [s]   |                |
| ss   | [z]   |                |
| zh   | [tʂ]  | 北部方言、漢語 |
| ch   | [tʂʰ] | 北部方言、漢語 |
| sh   | [ʂ]   | 北部方言、漢語 |
| r    | [ʐ]   | 北部方言、漢語 |

| 文字 | IPA   | 備考     |
| ---- | ----- | -------- |
| i    | [i]   | 変音 [ɩ] |
| ei   | [e]   |          |
| ai   | [ɛ]   |          |
| a    | [ɑ]   |          |
| o    | [o]   |          |
| u    | [u]   |          |
| e    | [ɯ]   |          |
| v    | [v]   |          |
| iai  | [iɛ]  |          |
| ia   | [iɑ]  |          |
| iao  | [iɑo] |          |
| io   | [io]  |          |
| iou  | [iou] |          |
| ie   | [iɯ]  |          |
| ui   | [ui]  |          |
| uai  | [uɛ]  |          |
| ua   | [uɑ]  |          |
| uo   | [uo]  |          |
| ao   | [ɑo]  |          |
| ou   | [ou]  |          |
| er   | [er]  | 南部方言 |
| ier  | [ier] | 南部方言 |
| uer  | [uer] | 南部方言 |
| in   | [ĩ]   | 中部方言 |
| ein  | [ẽ]   | 中部方言 |
| ain  | [ɛ̃]   | 中部方言 |
| an   | [ɑ̃]   | 中部方言 |
| on   | [ũ]   | 中部方言 |
| en   | [ɯ̃]   | 中部方言 |
| vn   | [ṽ]   | 中部方言 |
| iain | [iɛ̃]  | 中部方言 |
| ian  | [iɑ̃]  | 中部方言 |
| ion  | [iõ]  | 中部方言 |
| ien  | [iɯ̃]  | 中部方言 |
| uin  | [uĩ]  | 中部方言 |
| uain | [uɛ̃]  | 中部方言 |
| uan  | [uɑ̃]  | 中部方言 |

| 文字 | 調値 | 備考             |
| ---- | ---- | ---------------- |
| l    | 55   | 弛緩             |
| b    | 55   | 緊張。中部。旧rl |
| f    | 35   | 弛緩             |
| x    | 33   | 弛緩             |
| なし | 21   | 緊張。旧rx       |
| z    | 32   | 弛緩。南部       |
| t    | 31   | 弛緩             |
| p    | 42   | 緊張。旧rt       |
| d    | 21   | 緊張。旧無文字   |

## 文字

### 古文字
ペー族の知識人や歌い手のような一部の芸人は、古来、漢字を用いてペー語を表記する方法を用いていた。「古白字」や「方塊白字」とも呼ばれる。チワン語の古壮字や、ベトナム語のチュノムと同様の方法であるが、現存する資料は新しく、14世紀以降のものである。使用される字は、次の4種に分類できる。
- 漢字の音義を使用（音読み）
- 漢字の音のみを使用（当て字）
- 漢字の字義のみを使用（訓読み）
- 創作漢字（国字に相当）

ペー語には古漢語と同じ語彙が多く、漢字での表記がチワン語やベトナム語などよりも容易であり、新たな字の創作は少数に留まる。広東語方言字などと同様に、語気助詞を表す字には、漢字に口偏を付けて、音を借りたものがある。

### ローマ字表記
中華人民共和国の成立後、ペー語をローマ字で表記する方法が公式に採用されている。1958年に最初の表記法の案が示されたが、1993年に改訂された表記法では26のローマ字の組み合わせで表記をしている。ペー語の声母は27種、韻母は37種、声調は9種を区別できるようになっている。

## 使用地域
- 大理ペー族自治州
  - 大理市
  - 祥雲県
  - 雲竜県
  - 洱源県
  - 剣川県
  - 鶴慶県
- 怒江リス族自治州
  - 蘭坪ペー族プミ族自治県